# Regering-Batthyány

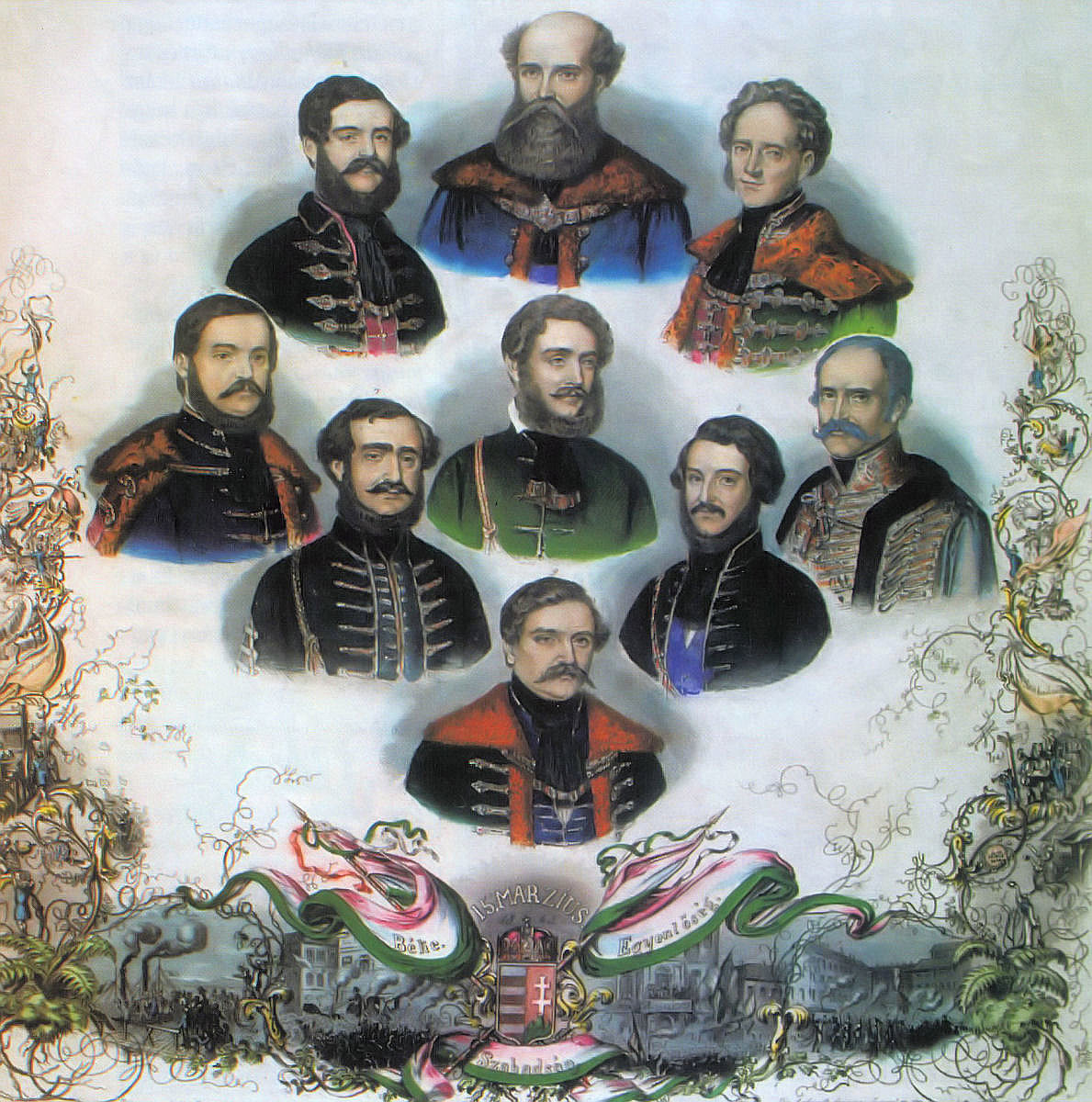
Afbeelding van de regering-Batthyány

De regering-Batthyány was de eerste regering van Hongarije en werd voorgezeten door Lajos Batthyány. Graaf Batthyány werd op 17 maart 1848 aangesteld tot premier van Hongarije en maakte op 23 maart zijn regering bekend. De regering ontstond dus tijdens de Hongaarse Revolutie van 1848 die op 15 maart was uitgebroken en werd bekrachtigd door de zogenaamde aprilwetten (ook wel maartwetten genoemd). Op 7 april ondertekende koning Ferdinand V de benoemingsoorkonde. De regering werd ontbonden op 11 september 1848, voornamelijk door toedoen van Josip Jelačić' inval in Hongarije.

## Samenstelling
| Portefeuille                                | Naam                                       | Partij               |
| ------------------------------------------- | ------------------------------------------ | -------------------- |
| Premier                                     | Graaf Lajos Batthyány (1807–1849)          | Oppositiepartij      |
| Minister van Justitie                       | Ferenc Deák (1803–1876)                    | Oppositiepartij      |
| Minister van Binnenlandse Zaken             | Bertalan Szemere (1812–1869)               | Oppositiepartij      |
| Minister van Godsdienst en Onderwijs        | József Eötvös (1813–1871)                  | Oppositiepartij      |
| Minister naast de Koning                    | Vorst Paul III Anton Esterházy (1786–1866) | Conservatieve Partij |
| Minister van Financiën                      | Lajos Kossuth (1802–1894)                  | Oppositiepartij      |
| Minister van Landbouw, Nijverheid en Handel | Gábor Klauzál (1804–1866)                  | Oppositiepartij      |
| Minister van Defensie                       | Lázár Mészáros (1796–1858)                 | Partijloos           |
| Minister van Openbare Werken en Verkeer     | Graaf István Széchenyi (1791–1860)         | Partijloos           |